# Vía Dutra
La Rodovia Presidente Dutra, usualmente llamada Via Dutra (BR-116 o SP-060 en el Estado de São Paulo) es la principal carretera entre São Paulo y Río de Janeiro, las dos ciudades más grandes de Brasil. Terminada en la década de 1950 y hoy bajo concesión privada. Su recorrido empieza en Avenida Brasil, en la zona norte de la ciudad de Río de Janeiro, y va hacia el norte por la Sierra de las Araras para cambiar al noroeste cerca de Volta Redonda, desde donde sigue hacia Resende, cuando se cambia nuevamente para el oeste hacia la ciudad de São Paulo.
- Datos: Q1851907
- Multimedia: Rodovia Presidente Dutra / Q1851907